# Stagonosporopsis andigena
Stagonosporopsis andigena (Turkenst.) Aveskamp, Gruyter & Verkley – gatunek grzybów z klasy Dothideomycetes. Mikroskopijny grzyb pasożytniczy powodujący czarną zarazę ziemniaka.

## Systematyka i nazewnictwo
Pozycja w klasyfikacji według Index Fungorum: Stagonosporopsis, Didymellaceae, Pleosporales, Pleosporomycetidae, Dothideomycetes, Pezizomycotina, Ascomycota, Fungi.
Po raz pierwszy opisał go w 1978 r. Lodewijk J. Turkensteen, nadając mu nazwę Phoma andina. Później okazało się, że nazwa ta jest homonimem i w 1995 r. zmieniono ją na Phoma andigena. W 2010 r. Maikel M. Aveskamp, Johannes de Gruyter i Gerard J.M. Verkley przenieśli go do rodzaju Stagonosporopsis, poprzednie nazwy są synonimami:

## Morfologia
Kolonie rosną powoli, kwaśne podłoże hamuje ich wzrost. Na podłożu z dekstrozą ziemniaczaną (PDA) i agarze z płatkami owsianymi (OA) stają się żółtozielone w ciągu 2–3 tygodni rozwoju. Pyknidia o średnicy 125–200 µm, jasne. Pykniospory dwóch typów:
- małe, 2–2,6 × 5,8–7,8 µm, tworzące konidia bezprzegrodowe, szkliste, cienkościenne, gładkie, elipsoidalne do prawie kulistych, które nie są zakaźne i nie kiełkują na sztucznych podłożach,
- duże, 5–7 × 14–22 µm, zakaźne, jednokomórkowe, szeroko cylindryczne, czasami ze środkowym zwężeniem[2].

Oba typy pyknidiów mogą być wytwarzane in vivo i in vitro. Jak dotąd nie jest znana teleomorfa.
Nie da się zidentyfikować tego gatunku tylko na podstawie objawów jakie wywołuje na porażonych ziemniakach. Podobne objawy wywołują Alternaria solani, Septoria malagutii, Boeremia exigua, Phytophthora infestans. Do jego identyfikacji stosuje się test PCR oparty na różnicach sekwencji DNA genu aktyny.

## Biologia
Informacje o rozwoju  Stagonosporopsis andigena są dość ograniczone. Patogen ten przeżywa na szczątkach żywiciela w glebie i wytwarza pyknidia z pykniosporami. Liście ziemniaka ulegają zakażeniu przez pyknidiospory rozpryskiwane podczas deszczu lub nawadniania z powierzchni gleby. Sprzyjającymi warunkami do zakażenia są wysoka wilgotność lub deszcz i temperatury poniżej 15 °C. Chlamydospory obserwowano w kulturach in vitro i mogą one również odgrywać rolę w przetrwaniu patogenu. Jednak w oryginalnym opisie szkodnika (jako P. andina) autorstwa Turkensteena (1978) i w opisie rodzaju Stagonosporopsis dostarczonym przez Aveskampa i in. (2010) nie ma raportu na temat tworzenia chlamydospor. O tworzeniu chlamydospor przez szkodnika nie wspominają również Boerema i in. (2004). Nieznany jest maksymalny okres, w jakim szkodnik przeżywa na szczątkach roślin żywicielskich w glebie.

## Występowanie i siedlisko
Stagonosporopsis andigena występuje w Ameryce Południowej. W Boliwii i Peru powoduje chorobę ziemniaków. Głównym jego żywicielem jest ziemniak (Solanum tuberosum), ale pasożytuje także na innych gatunkach roślin z rodziny psiankowatych (Solanaceae). Na terenie Unii Europejskiej do 2018 r. nie stwierdzono jego występowania, jednak może się tu zadomowić, dostępność żywicieli i warunki klimatyczne umożliwiają mu rozwój w Europie. Z tego względu (pod nazwą Phoma andina) został uznany za organizm kwarantannowy, którego wprowadzanie oraz rozprzestrzenianie na terytorium Unii Europejskiej jest zabronione.
W opracowaniu „Polskie nazwy chorób roślin uprawnych” chorobie wywołanej przez S. andigena nadano nazwę czarna zaraza ziemniaka.